# Panthera onca
Il giaguaro (Panthera onca Linnaeus, 1758) è una grossa specie di Felidae, unico rappresentante vivente del genere Panthera originario delle Americhe.
Con una lunghezza (coda esclusa) che può raggiungere i 185 cm e un peso che può toccare i 158 kg, è il più grande felide del continente americano e il terzo in assoluto per dimensioni, dopo la tigre e il leone. Il suo manto caratteristico presenta una colorazione di fondo dal giallo pallido al marroncino ricoperta da macchie che si dispongono a formare rosette sui fianchi, sebbene alcuni esemplari melanici presentino un manto interamente nero. Il potente morso del giaguaro gli consente di perforare il carapace di tartarughe e testuggini e di utilizzare un insolito modo per uccidere le prede, mordendo direttamente il cranio dei mammiferi tra le orecchie per sferrare un colpo fatale al cervello.
Gli antenati del giaguaro attuale probabilmente raggiunsero le Americhe dall'Eurasia durante il Pleistocene inferiore attraverso il ponte di terra che un tempo attraversava lo stretto di Bering. Attualmente, l'areale della specie si estende dagli Stati Uniti sud-occidentali al Paraguay e all'Argentina settentrionale, attraverso il Messico, gran parte dell'America centrale e la foresta amazzonica. Abita una gran varietà di terreni forestali e aperti, ma predilige habitat costituiti da foreste pluviali di latifoglie tropicali e subtropicali, zone umide e aree boschive. È un eccellente nuotatore ed è per lo più un superpredatore solitario e opportunista che tende imboscate alle prede. Si tratta di una specie chiave, che svolge un ruolo importante nella stabilizzazione degli ecosistemi e nella regolazione delle popolazioni di prede.
Il giaguaro è minacciato dalla distruzione e dalla frammentazione dell'habitat, dal bracconaggio per il commercio illegale di alcune parti del corpo e dalle uccisioni in situazioni di conflitto tra uomini e fauna selvatica, soprattutto ad opera degli allevatori dell'America centrale e meridionale. Figura tra le «specie prossime alla minaccia» (Near Threatened) sulla lista rossa della IUCN dal 2002. Si ritiene che la popolazione sia diminuita a partire dalla fine degli anni '90. Gli studiosi hanno individuato 51 aree prioritarie per la conservazione della specie (indicate come JCU, Jaguar Conservation Units): queste, dislocate in 36 distinte regioni geografiche che vanno dal Messico all'Argentina, sono vaste aree in cui vivono almeno 50 esemplari in età riproduttiva.
Il giaguaro ebbe un posto di rilievo nella mitologia delle popolazioni indigene delle Americhe, comprese le civiltà azteche e maya.

## Etimologia
Probabilmente la parola «giaguaro» deriva dal termine tupi-guaraní yaguara, che significa «bestia selvatica che abbatte la preda con un balzo». I popoli indigeni della Guyana lo chiamano jaguareté. L'appellativo specifico onca deriva dalla parola portoghese onça, che indicava un felino maculato del Brasile non meglio identificato di dimensioni superiori a quelle di una lince (cfr. l'epiteto specifico uncia del leopardo delle nevi). Panthera, invece, è la forma latinizzata del greco antico pánthēr (πάνθηρ).

## Tassonomia ed evoluzione

### Tassonomia
Nel 1758 Carlo Linneo descrisse il giaguaro nella sua opera Systema Naturae e gli diede il nome scientifico Felis onca. Tra il XIX e il XX secolo, vari esemplari tipo sono serviti da base per la descrizione di un certo numero di sottospecie. Nel 1939 Reginald Innes Pocock ne riconobbe otto in base all'origine geografica e alla morfologia del cranio. Pocock non aveva accesso a un numero sufficiente di esemplari zoologici per valutare seriamente la validità del loro stato di sottospecie, ma espresse ugualmente dubbi riguardo alcune di esse. Un successivo riesame del suo lavoro suggerì che si dovessero riconoscere come tali solo tre sottospecie: la descrizione di P. o. palustris, ad esempio, si basava sull'esame di un cranio fossile.
Nel 2005 venivano ancora considerati taxa validi nove sottospecie, elencate qui sotto con il corrispondente olotipo:
- P. o. onca Linnaeus, 1758, un esemplare proveniente dal Brasile;[7]
- P. o. peruviana de Blainville, 1843, un cranio proveniente dal Perù;[10]
- P. o. hernandesii J. E. Gray, 1857, un esemplare proveniente da Mazatlán, in Messico;[11]
- P. o. palustris Ameghino, 1888, una mandibola fossile rinvenuta nelle Sierras Pampeanas del distretto di Córdova, in Argentina;[12]
- P. o. centralis Mearns, 1901, il cranio di un maschio proveniente da Talamanca, in Costa Rica;[13]
- P. o. goldmani Mearns, 1901, una pelle proveniente da Yohatlan nello stato di Campeche, in Messico;[13]
- P. o. paraguensis Hollister, 1914, il cranio di un maschio proveniente dal Paraguay;[14]
- P. o. arizonensis Goldman, 1932, la pelle e il cranio di un maschio proveniente dalle vicinanze di Cibecue, in Arizona;[15]
- P. o. veraecruscis Nelson e Goldman, 1933, il cranio di un maschio proveniente da San Andrés Tuxtla, in Messico.[16]

Reginald Innes Pocock inserì il giaguaro nel genere Panthera e notò che esso condivideva diverse caratteristiche morfologiche con il leopardo (P. pardus). Lo zoologo, pertanto, giunse alla conclusione che le due specie dovevano essere strettamente imparentate. Di recente, le ricerche sui dati morfologici e genetici hanno indicato che la specie presenta una variazione clinale nord-sud tra le popolazioni, ma non hanno riscontrato alcuna prova di differenziazione sottospecifica. Le analisi del DNA di 84 esemplari di giaguaro provenienti dall'America meridionale ha rivelato che in passato il flusso genico tra le popolazioni della Colombia era molto elevato. Dal 2017, il giaguaro è considerato un taxon monotipico.

### Evoluzione

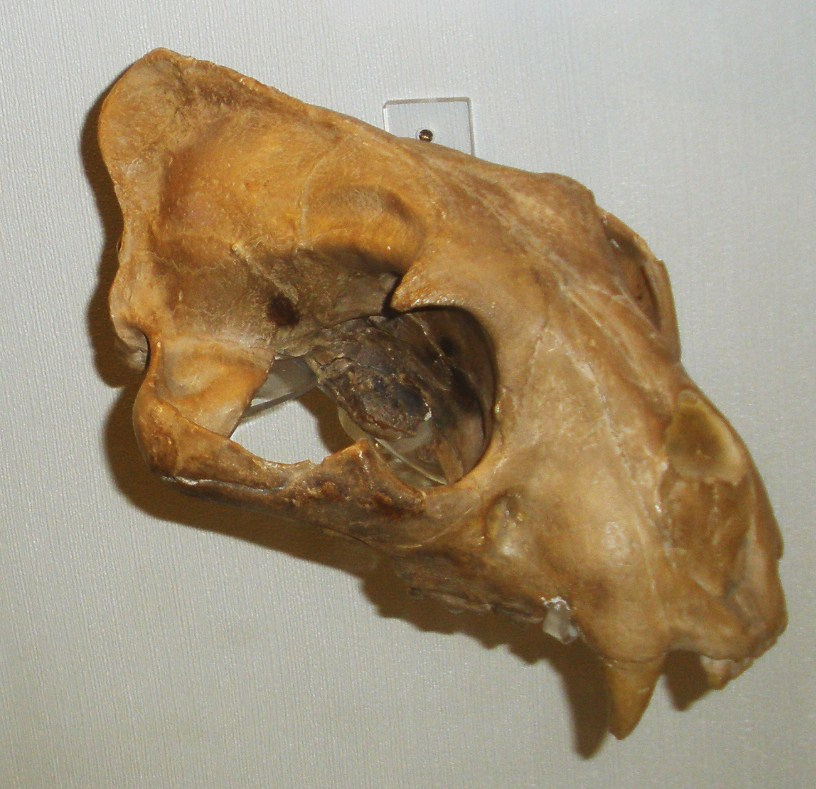
Cranio fossile di P. o. augusta.

Gli studiosi ritengono che la linea evolutiva Panthera si sia separata geneticamente dal progenitore comune dei Felidi in un periodo che varia, a seconda delle stime, tra 9,32 e 4,47 milioni di anni fa e 11,75 e 0,97 milioni di anni fa, e che il genere abbia avuto origine molto probabilmente nell'Asia centro-settentrionale. Alcune analisi genetiche collocano il giaguaro come specie sorella del leone, dal quale si sarebbe separato tra 3,46 e 1,22 milioni di anni fa, mentre altre ricerche collocano il leone più prossimo al leopardo.
Sembra che la linea evolutiva del giaguaro abbia avuto origine in Africa e che da qui si sia diffusa in Eurasia tra 1,95 e 1,77 milioni di anni fa. La specie attuale potrebbe discendere da Panthera gombaszoegensis, che si pensa abbia raggiunto il continente americano attraverso la Beringia, il ponte di terra che all'epoca collegava le due sponde dello stretto di Bering. In America settentrionale sono stati rinvenuti fossili di giaguaro moderno risalenti a oltre 850000 anni fa. I risultati dell'analisi del DNA mitocondriale di 37 giaguari indicano che le popolazioni attuali si siano evolute tra 510000 e 280000 anni fa nel nord dell'America meridionale e successivamente abbiano ricolonizzato l'America centrale e settentrionale dopo che la specie era scomparsa da queste zone durante il Pleistocene superiore.
I ritrovamenti fossili hanno rivelato l'esistenza di due distinte sottospecie estinte di giaguaro, una nordamericana, P. o. augusta, e una sudamericana, P. o. mesembrina.
|  | \| \| Leone (P. leo) \| \| \| \| \| \| Giaguaro \| \| \| \| |
|  |                                                             |
|  | Leopardo (P. pardus)                                        |
|  |                                                             |
|  | Leone (P. leo)                                              |
|  |                                                             |
|  | Giaguaro                                                    |
|  |                                                             |

|  | Leone (P. leo) |
|  |                |
|  | Giaguaro       |
|  |                |

|  | Tigre (P. tigris)              |
|  |                                |
|  | Leopardo delle nevi (P. uncia) |
|  |                                |

|  | \| \| Leone (P. leo) \| \| \| \| \| \| Giaguaro \| \| \| \| |
|  |                                                             |
|  | Leopardo (P. pardus)                                        |
|  |                                                             |
|  | Leone (P. leo)                                              |
|  |                                                             |
|  | Giaguaro                                                    |
|  |                                                             |

|  | Leone (P. leo) |
|  |                |
|  | Giaguaro       |
|  |                |

|  | Tigre (P. tigris)              |
|  |                                |
|  | Leopardo delle nevi (P. uncia) |
|  |                                |

|  | \| \| Leone (P. leo) \| \| \| \| \| \| Giaguaro \| \| \| \| |
|  |                                                             |
|  | Leopardo (P. pardus)                                        |
|  |                                                             |
|  | Leone (P. leo)                                              |
|  |                                                             |
|  | Giaguaro                                                    |
|  |                                                             |

|  | Leone (P. leo) |
|  |                |
|  | Giaguaro       |
|  |                |

|  | Tigre (P. tigris)              |
|  |                                |
|  | Leopardo delle nevi (P. uncia) |
|  |                                |

|  | \| \| Leone (P. leo) \| \| \| \| \| \| Giaguaro \| \| \| \| |
|  |                                                             |
|  | Leopardo (P. pardus)                                        |
|  |                                                             |
|  | Leone (P. leo)                                              |
|  |                                                             |
|  | Giaguaro                                                    |
|  |                                                             |

|  | Leone (P. leo) |
|  |                |
|  | Giaguaro       |
|  |                |

|  | Tigre (P. tigris)              |
|  |                                |
|  | Leopardo delle nevi (P. uncia) |
|  |                                |

|  | \| \| Leone (P. leo) \| \| \| \| \| \| Giaguaro \| \| \| \| |
|  |                                                             |
|  | Leopardo (P. pardus)                                        |
|  |                                                             |
|  | Leone (P. leo)                                              |
|  |                                                             |
|  | Giaguaro                                                    |
|  |                                                             |

|  | Leone (P. leo) |
|  |                |
|  | Giaguaro       |
|  |                |

|  | Tigre (P. tigris)              |
|  |                                |
|  | Leopardo delle nevi (P. uncia) |
|  |                                |

|  | \| \| Leone (P. leo) \| \| \| \| \| \| Giaguaro \| \| \| \| |
|  |                                                             |
|  | Leopardo (P. pardus)                                        |
|  |                                                             |
|  | Leone (P. leo)                                              |
|  |                                                             |
|  | Giaguaro                                                    |
|  |                                                             |

|  | Leone (P. leo) |
|  |                |
|  | Giaguaro       |
|  |                |

|  | Tigre (P. tigris)              |
|  |                                |
|  | Leopardo delle nevi (P. uncia) |
|  |                                |

|  | \| \| Leone (P. leo) \| \| \| \| \| \| Giaguaro \| \| \| \| |
|  |                                                             |
|  | Leopardo (P. pardus)                                        |
|  |                                                             |
|  | Leone (P. leo)                                              |
|  |                                                             |
|  | Giaguaro                                                    |
|  |                                                             |

|  | Leone (P. leo) |
|  |                |
|  | Giaguaro       |
|  |                |

|  | Tigre (P. tigris)              |
|  |                                |
|  | Leopardo delle nevi (P. uncia) |
|  |                                |

|  | \| \| Leone (P. leo) \| \| \| \| \| \| Giaguaro \| \| \| \| |
|  |                                                             |
|  | Leopardo (P. pardus)                                        |
|  |                                                             |
|  | Leone (P. leo)                                              |
|  |                                                             |
|  | Giaguaro                                                    |
|  |                                                             |

|  | Leone (P. leo) |
|  |                |
|  | Giaguaro       |
|  |                |

|  | Tigre (P. tigris)              |
|  |                                |
|  | Leopardo delle nevi (P. uncia) |
|  |                                |

|  | \| \| Leone \| \| \| \| \| \| Leopardo \| \| \| \| |
|  |                                                    |
|  | Leopardo delle nevi                                |
|  |                                                    |
|  | Leone                                              |
|  |                                                    |
|  | Leopardo                                           |
|  |                                                    |

|  | Leone    |
|  |          |
|  | Leopardo |
|  |          |

|  | \| \| Leone \| \| \| \| \| \| Leopardo \| \| \| \| |
|  |                                                    |
|  | Leopardo delle nevi                                |
|  |                                                    |
|  | Leone                                              |
|  |                                                    |
|  | Leopardo                                           |
|  |                                                    |

|  | Leone    |
|  |          |
|  | Leopardo |
|  |          |

|  | \| \| Leone \| \| \| \| \| \| Leopardo \| \| \| \| |
|  |                                                    |
|  | Leopardo delle nevi                                |
|  |                                                    |
|  | Leone                                              |
|  |                                                    |
|  | Leopardo                                           |
|  |                                                    |

|  | Leone    |
|  |          |
|  | Leopardo |
|  |          |

|  | \| \| Leone \| \| \| \| \| \| Leopardo \| \| \| \| |
|  |                                                    |
|  | Leopardo delle nevi                                |
|  |                                                    |
|  | Leone                                              |
|  |                                                    |
|  | Leopardo                                           |
|  |                                                    |

|  | Leone    |
|  |          |
|  | Leopardo |
|  |          |

|  | \| \| Leone \| \| \| \| \| \| Leopardo \| \| \| \| |
|  |                                                    |
|  | Leopardo delle nevi                                |
|  |                                                    |
|  | Leone                                              |
|  |                                                    |
|  | Leopardo                                           |
|  |                                                    |

|  | Leone    |
|  |          |
|  | Leopardo |
|  |          |

|  | \| \| Leone \| \| \| \| \| \| Leopardo \| \| \| \| |
|  |                                                    |
|  | Leopardo delle nevi                                |
|  |                                                    |
|  | Leone                                              |
|  |                                                    |
|  | Leopardo                                           |
|  |                                                    |

|  | Leone    |
|  |          |
|  | Leopardo |
|  |          |

|  | \| \| Leone \| \| \| \| \| \| Leopardo \| \| \| \| |
|  |                                                    |
|  | Leopardo delle nevi                                |
|  |                                                    |
|  | Leone                                              |
|  |                                                    |
|  | Leopardo                                           |
|  |                                                    |

|  | Leone    |
|  |          |
|  | Leopardo |
|  |          |

|  | \| \| Leone \| \| \| \| \| \| Leopardo \| \| \| \| |
|  |                                                    |
|  | Leopardo delle nevi                                |
|  |                                                    |
|  | Leone                                              |
|  |                                                    |
|  | Leopardo                                           |
|  |                                                    |

|  | Leone    |
|  |          |
|  | Leopardo |
|  |          |

|  | \| \| Leone \| \| \| \| \| \| Leopardo \| \| \| \| |
|  |                                                    |
|  | Leopardo delle nevi                                |
|  |                                                    |
|  | Leone                                              |
|  |                                                    |
|  | Leopardo                                           |
|  |                                                    |

|  | Leone    |
|  |          |
|  | Leopardo |
|  |          |

|  | \| \| Leone \| \| \| \| \| \| Leopardo \| \| \| \| |
|  |                                                    |
|  | Leopardo delle nevi                                |
|  |                                                    |
|  | Leone                                              |
|  |                                                    |
|  | Leopardo                                           |
|  |                                                    |

|  | Leone    |
|  |          |
|  | Leopardo |
|  |          |

|  | \| \| Leone \| \| \| \| \| \| Leopardo \| \| \| \| |
|  |                                                    |
|  | Leopardo delle nevi                                |
|  |                                                    |
|  | Leone                                              |
|  |                                                    |
|  | Leopardo                                           |
|  |                                                    |

|  | Leone    |
|  |          |
|  | Leopardo |
|  |          |

|  | \| \| Leone \| \| \| \| \| \| Leopardo \| \| \| \| |
|  |                                                    |
|  | Leopardo delle nevi                                |
|  |                                                    |
|  | Leone                                              |
|  |                                                    |
|  | Leopardo                                           |
|  |                                                    |

|  | Leone    |
|  |          |
|  | Leopardo |
|  |          |

|  | \| \| Leone \| \| \| \| \| \| Leopardo \| \| \| \| |
|  |                                                    |
|  | Leopardo delle nevi                                |
|  |                                                    |
|  | Leone                                              |
|  |                                                    |
|  | Leopardo                                           |
|  |                                                    |

|  | Leone    |
|  |          |
|  | Leopardo |
|  |          |

|  | \| \| Leone \| \| \| \| \| \| Leopardo \| \| \| \| |
|  |                                                    |
|  | Leopardo delle nevi                                |
|  |                                                    |
|  | Leone                                              |
|  |                                                    |
|  | Leopardo                                           |
|  |                                                    |

|  | Leone    |
|  |          |
|  | Leopardo |
|  |          |

|  | \| \| Leone \| \| \| \| \| \| Leopardo \| \| \| \| |
|  |                                                    |
|  | Leopardo delle nevi                                |
|  |                                                    |
|  | Leone                                              |
|  |                                                    |
|  | Leopardo                                           |
|  |                                                    |

|  | Leone    |
|  |          |
|  | Leopardo |
|  |          |

|  | \| \| Leone \| \| \| \| \| \| Leopardo \| \| \| \| |
|  |                                                    |
|  | Leopardo delle nevi                                |
|  |                                                    |
|  | Leone                                              |
|  |                                                    |
|  | Leopardo                                           |
|  |                                                    |

|  | Leone    |
|  |          |
|  | Leopardo |
|  |          |

## Descrizione
Il giaguaro è un felide dalla struttura compatta e muscolosa. È il più grande felide delle Americhe, nonché il terzo in assoluto: solo la tigre e il leone presentano dimensioni maggiori. Misura 68–75 cm di altezza al garrese, ma il peso e le dimensioni variano considerevolmente: anche se la maggior parte degli esemplari rientra nel range compreso tra 56 e 96 kg, sono stati documentati maschi di dimensioni eccezionali che raggiungevano i 158 kg. D'altro canto, le femmine più piccole pesano circa 36 kg. Il dimorfismo sessuale è evidente: le femmine sono del 10-20% più piccole dei maschi. La lunghezza dal naso alla base della coda varia tra 112 e 185 cm. La coda misura 45–75 cm ed è la più corta tra quelle di tutti i grandi felini. Le zampe, molto muscolose, sono più corte di quelle delle altre specie del genere Panthera di dimensioni corporee simili.
Un'ulteriore variabilità delle dimensioni è stata riscontrata a seconda della regione e dell'habitat: esse, infatti, tendono ad aumentare procedendo da nord a sud. I giaguari della riserva della biosfera Chamela-Cuixmala, sulla costa pacifica del Messico centrale, pesano circa 50 kg, più o meno quanto una femmina di puma (Puma concolor); quelli del Venezuela e del Brasile sono molto più grandi, con un peso medio che si aggira sui 95 kg nei maschi e sui 56–78 kg nelle femmine.
Il colore di fondo dei giaguari varia tra tonalità di giallo-ocra, giallo, cannella e arancio-fulvo, con parti inferiori bianche o tendenti al crema. Il corpo è ricoperto di grandi macchie nere squadrate o a forma di rosetta, con centro più scuro rispetto al colore di fondo e solitamente racchiudente anche punti neri; piccole macchie nere sono a volte anche interposte tra le macchie grandi. Gli arti posteriori e le parti inferiori sono coperte di grandi chiazze e macchie nere piene, mentre macchie piene più piccole coprono le spalle, la testa e la faccia. Le orecchie sono corte e arrotondate, con dorsi neri e una zona centrale biancastra. Questa colorazione funge da camuffamento nelle aree caratterizzate da una fitta vegetazione e da un'ombreggiatura irregolare. I giaguari che vivono nelle foreste sono spesso più scuri e notevolmente più piccoli di quelli che vivono negli ambienti aperti, probabilmente a causa del minor numero di grandi prede erbivore nelle aree forestali.
Il giaguaro somiglia molto al leopardo, ma ha generalmente una corporatura più robusta, con zampe più tozze e una testa più squadrata. Inoltre, ha macchie più grandi e a rosetta, tipicamente dotate di punti interni. Possiede mascelle potenti, in grado di produrre il terzo morso più forte tra i panterini dopo la tigre e il leone. Sulla punta del canino è stata registrata una forza media di 887,0 newton e un quoziente di forza di 118,6. Un giaguaro di 100 kg può infliggere un morso di 4,939 kN di potenza in corrispondenza dei canini e di 6,922 kN dei carnassiali.

### Variazioni cromatiche
I giaguari melanici sono noti anche come pantere nere. La forma nera è meno comune di quella maculata. La loro presenza è stata documentata sia in America centrale che meridionale. Nel giaguaro il melanismo è dovuto a delezioni nel gene del recettore della melanocortina 1 e viene ereditato attraverso un allele dominante.
Nel 2004, una fototrappola sulle montagne della Sierra Madre Occidentale ha catturato le immagini del primo giaguaro nero documentato nel Messico settentrionale. Altri giaguari neri sono stati segnalati nella riserva biologica Alberto Manuel Brenes in Costa Rica, sulle montagne della Cordigliera di Talamanca, nel parco nazionale Barbilla e nella parte orientale di Panama.

## Distribuzione e habitat
Nel XIX secolo, era ancora possibile avvistare il giaguaro lungo il North Platte in Colorado e sulle coste della Louisiana. Nel 1919 ne furono segnalati avvistamenti nella regione di Monterey, in California. Nel 1999, il suo areale storico agli inizi del XX secolo venne stimato in 19000000 di km², dagli Stati Uniti meridionali all'Argentina meridionale. Agli inizi del XXI secolo, l'areale si era ridotto a circa 8750000 km²: la specie era divenuta piuttosto rara soprattutto negli Stati Uniti meridionali, nel Messico settentrionale, nel Brasile settentrionale e nell'Argentina meridionale. Attualmente il suo areale, esteso dal Messico all'America meridionale, comprende Belize, Guatemala, Honduras, Nicaragua, Costa Rica (dove è particolarmente diffuso nella penisola di Osa), Panama, Colombia, Venezuela, Guyana, Suriname, Guyana francese, Ecuador, Perù, Bolivia, Brasile, Paraguay e Argentina. È considerato localmente estinto in El Salvador e Uruguay.
Di tanto in tanto dei giaguari vengono avvistati in Arizona, Nuovo Messico e Texas. Tra il 2012 e il 2015, un maschio senza dimora fissa è stato segnalato in 23 diverse località delle Santa Rita Mountains.
Il giaguaro preferisce le foreste fitte e generalmente abita in foreste decidue secche, foreste umide di latifoglie tropicali e subtropicali, foreste pluviali e foreste nebulose, ma anche in zone umide aperte e allagate stagionalmente, praterie aride e in passato, negli Stati Uniti, in foreste di querce. È stato segnalato fino a 3800 m di altitudine, ma evita le foreste montane. Predilige gli habitat fluviali e le paludi con una fitta copertura vegetale. Nella foresta maya di Messico e Guatemala, 11 esemplari muniti di collare GPS prediligevano gli ambienti fitti e indisturbati lontano dalle strade: le femmine evitavano anche le aree dove le attività umane erano ridotte al minimo, mentre i maschi sembravano tenere meno conto della densità della popolazione umana. Un giovane maschio è stato avvistato anche presso uno specchio d'acqua in una regione semiarida, la Sierra de San Carlos.

## Biologia
Il giaguaro è attivo principalmente di notte e durante il crepuscolo. Tuttavia, gli esemplari che vivono nelle regioni densamente boscose della foresta pluviale amazzonica e del Pantanal sono in gran parte attivi di giorno, mentre quelli della foresta atlantica sono attivi principalmente di notte. Lo schema delle attività del giaguaro coincide con quello delle sue principali specie di prede. I giaguari sono buoni nuotatori e giocano e cacciano nell'acqua, forse più delle tigri. Alcuni esemplari sono stati visti spostarsi tra le isole e la costa. Sono anche bravi ad arrampicarsi sugli alberi, ma lo fanno meno spesso dei puma.

### Ecologia

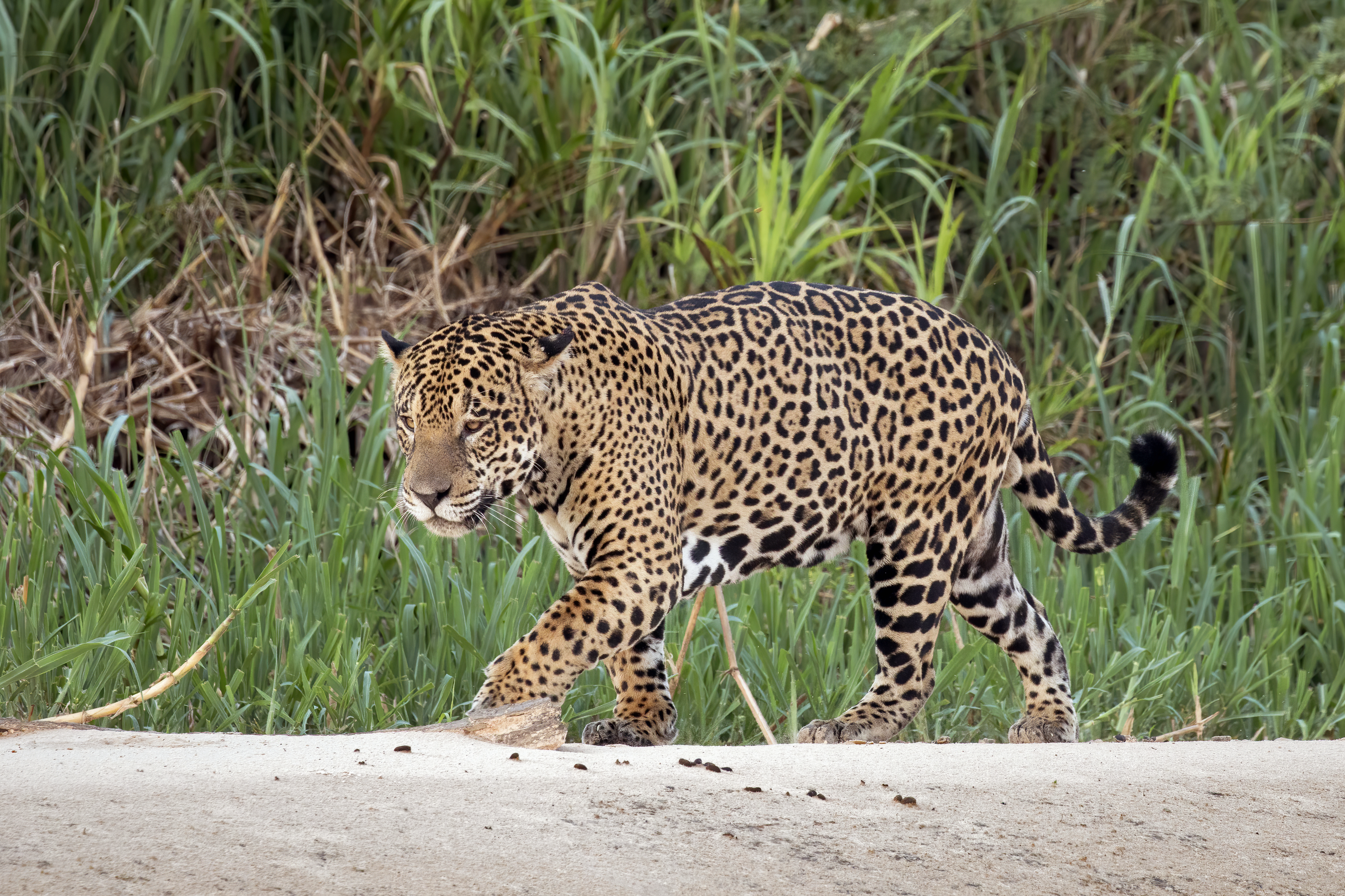
Un maschio nel Pantanal, in Brasile.

Il giaguaro adulto è un predatore apicale, una creatura al vertice della catena alimentare che non ha predatori in natura. Gli studiosi lo considerano una specie chiave, poiché ritengono che tenga sotto controllo il livello di popolazione dei mammiferi erbivori e granivori, garantendo così l'integrità strutturale dei sistemi forestali. Tuttavia, alcune ricerche sul campo hanno dimostrato che un aumento del numero di giaguari non può essere sostenuto da tutte le popolazioni di prede; pertanto, l'ipotesi del giaguaro come predatore chiave non è accettata da tutti gli studiosi.
Il giaguaro condivide l'areale con il puma (Puma concolor). Nel Messico centrale, entrambi predano il cervo della Virginia (Odocoileus virginianus), dei quali costituisce rispettivamente il 54% e il 66% delle prede catturate. Nel Messico settentrionale, il giaguaro e il puma condividono lo stesso habitat e la loro dieta si sovrappone a seconda della disponibilità di prede: i giaguari sembrano preferire cervi e vitelli. In Messico e in America centrale, sono entrambi considerati predatori dominanti. Nell'America meridionale, i giaguari sono più grossi dei puma e tendono a catturare prede più grandi, di solito superiori a 22 kg, mentre i puma di solito catturano prede dal peso compreso tra 2 e 22 kg, e forse è per questo motivo che hanno dimensioni più piccole. Questa situazione può essere vantaggiosa per il puma: lo spettro di prede più ampio, nonché la sua capacità di catturare prede più piccole, può costituire un vantaggio nei confronti del giaguaro in quei paesaggi che sono stati alterati dall'uomo.

### Alimentazione

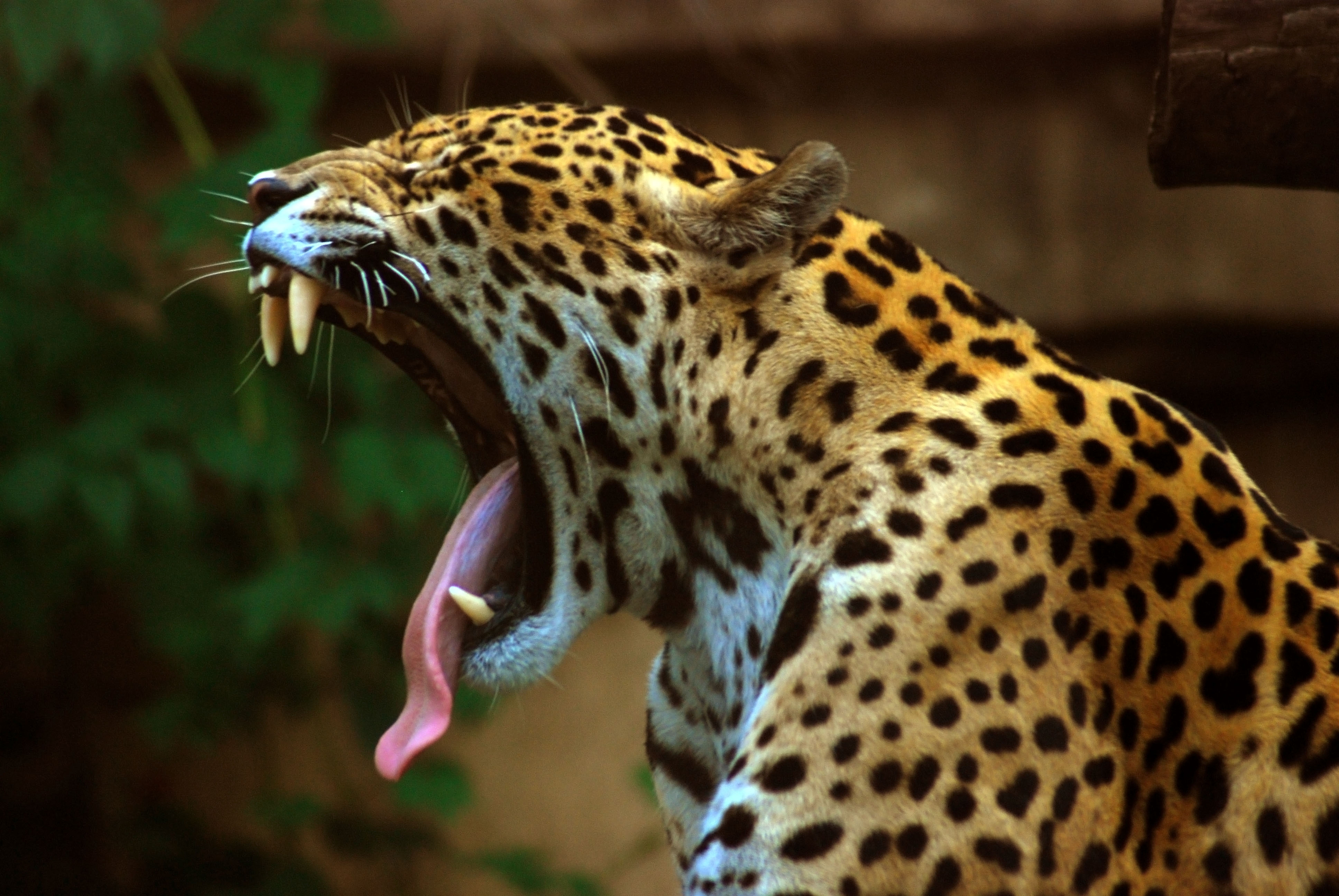
Il morso potente del giaguaro gli consente di avere la meglio sul rivestimento delle prede corazzate.

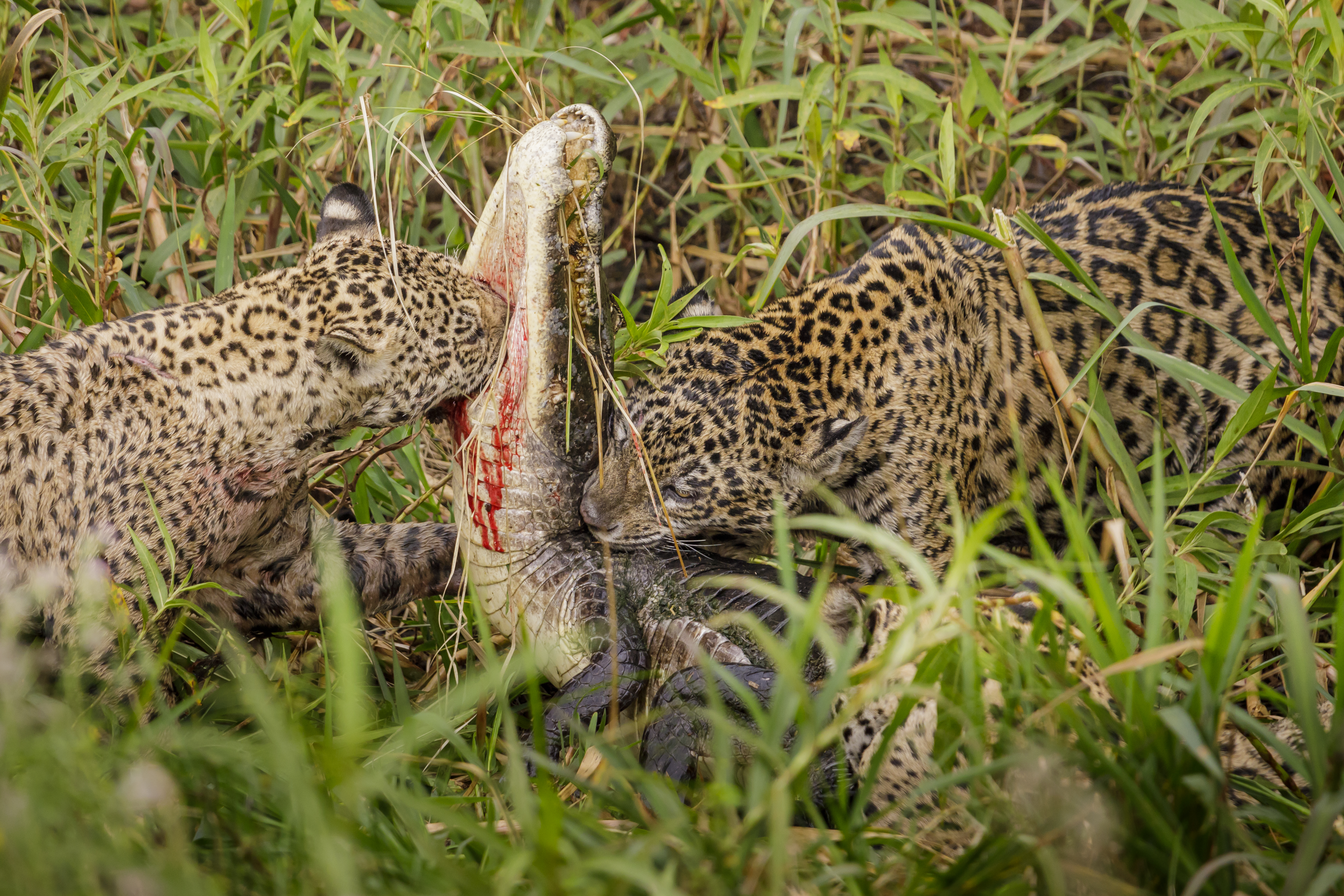
Giaguari che sopraffanno uno jacaré.

Il giaguaro è un carnivoro obbligato e dipende esclusivamente dalla carne per le sue esigenze nutritive. L'analisi dei dati ricavati da 53 studi diversi ha rivelato che le prede catturate variano da 1 a 130 kg di peso, pur prediligendo quelle del peso di 45–85 kg; le prede preferite sono il capibara (Hydrochoerus hydrochaeris) e il formichiere gigante (Myrmecophaga tridactyla). Quando sono disponibili, cattura il cervo delle paludi (Blastocerus dichotomus), il tamandua meridionale (Tamandua tetradactyla), il pecari dal collare (Dicotyles tajacu) e l'aguti nero (Dasyprocta fuliginosa). Nelle pianure alluvionali questi predatori opportunisti danno la caccia a rettili come tartarughe e caimani. Il consumo di rettili sembra essere più frequente nei giaguari che in altri grandi felidi. Gli esemplari appartenenti a una remota popolazione del Pantanal brasiliano si nutrono quasi esclusivamente di rettili acquatici e pesci. Nelle zone dove le prede selvatiche sono scarse, il giaguaro preda anche i bovini delle fattorie. È stato stimato che un esemplare in cattività del peso di 34 kg aveva un fabbisogno alimentare giornaliero di 1,4 kg di carne.
Il potente morso del giaguaro gli consente di perforare il carapace della tartaruga di fiume amazzonica dalle macchie gialle (Podocnemis unifilis) e della testuggine piedi gialli (Chelonoidis denticulatus). La sua tecnica per uccidere la preda è alquanto insolita: afferra i mammiferi direttamente al cranio, tra le orecchie, per sferrare un morso fatale al cervello. Uccide i capibara affondando i canini nelle ossa temporali del cranio, frantumando l'arcata zigomatica e la mandibola fino a raggiungere il cervello, spesso attraverso le orecchie. È stato ipotizzato che il morso del giaguaro si sia sviluppato come adattamento per frantumare il capapace delle tartarughe; i rettili corazzati potrebbero aver costituito un'abbondante fonte alimentare per questa specie a seguito delle estinzioni del Pleistocene superiore. Tuttavia, tale ipotesi non è stata unanimemente accettata, poiché anche nelle aree in cui i giaguari predano i rettili questi animali vengono catturati relativamente di rado rispetto ai mammiferi, nonostante la loro maggiore abbondanza.
Tra l'ottobre 2001 e l'aprile 2004, vennero monitorati 10 giaguari nel Pantanal meridionale. Durante la stagione secca, da aprile a settembre, uccidevano le prede a intervalli che variavano da uno a sette giorni; tuttavia, l'intervallo saliva da uno a sedici giorni durante la stagione delle piogge, da ottobre a marzo.
Il giaguaro cattura le sue prede tendendo loro delle imboscate, piuttosto che inseguendole. Il felide si sposta lentamente attraverso i sentieri della foresta e, non appena ode un rumore che indica la presenza di una possibile preda, si avvicina lentamente. Quando è il momento di attaccare, salta fuori allo scoperto, solitamente dal punto cieco della preda, con un rapido balzo; la sua capacità di tendere agguati è ritenuta quasi senza paragoni nel regno animale sia dagli indigeni che dai ricercatori sul campo ed è probabilmente la conseguenza del fatto di essere un predatore apicale in differenti tipi di habitat. Con questa tecnica può aggredire anche le prede in acqua, dal momento che il giaguaro è perfettamente in grado di trasportare grosse prede mentre nuota; la sua forza è tale che carcasse delle dimensioni di una giovenca possono essere trascinate su un albero per evitare che vengano trascinate via dalle inondazioni. Dopo aver ucciso la preda, il giaguaro trascina la carcassa in un boschetto o in un altro luogo appartato. Inizia a consumarla partendo dal collo e dal petto; dopo aver mangiato cuore e polmoni, prosegue con i muscoli della regione scapolare.

### Comportamento sociale

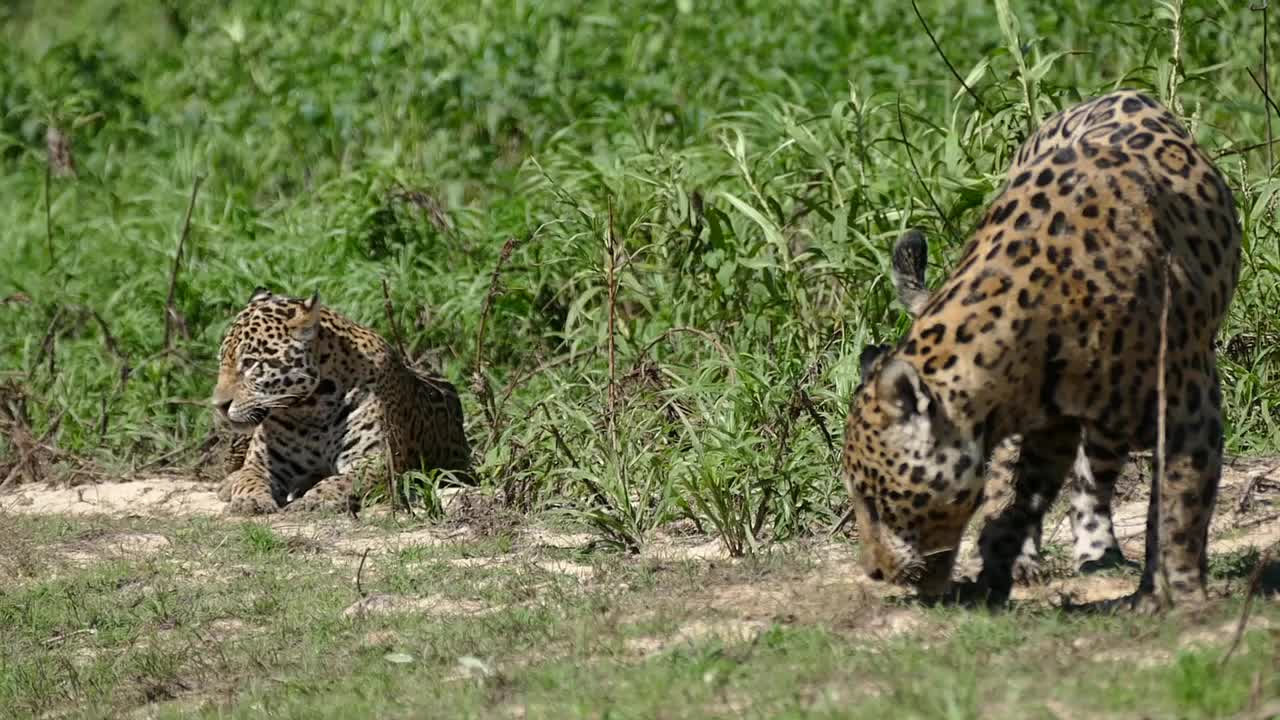
Una femmina (a sinistra) e un maschio (a destra) sul Rio São Lourenço.

Il giaguaro, fatta eccezione per le femmine con i cuccioli, conduce generalmente un'esistenza solitaria. Nel 1977, tuttavia, due gruppi costituiti rispettivamente da un maschio e una femmina con i cuccioli e da due femmine e due maschi vennero avvistati più volte nel corso di uno studio nella valle del Río Paraguay. In alcune aree, due maschi possono formare delle coalizioni e insieme marcano, difendono e invadono territori, cercano e si accoppiano con le stesse femmine e catturano e condividono la preda. Una femmina munita di radiocollare si spostava attraverso uno spazio vitale di 25–38 km², che in parte si sovrapponeva a quello di un'altra femmina. Lo spazio vitale del maschio nella stessa area di studio si sovrapponeva a quello di diverse femmine.
Per marcare il territorio il giaguaro utilizza graffi sul terreno o sui tronchi, urina e feci. Le dimensioni del suo spazio vitale dipendono dal livello di deforestazione e dalla densità della popolazione umana. Gli spazi d'azione delle femmine variano dai 15,3 km² nel Pantanal ai 53,6 km² nell'Amazzonia, fino ai 233,5 km² nella foresta atlantica. Quelli dei maschi variano dai 25 km² nel Pantanal ai 180,3 km² nell'Amazzonia, fino ai 591,4 km² nella foresta atlantica e agli 807,4 km² nel Cerrado. Studi che hanno utilizzato la telemetria GPS nel 2003 e nel 2004 hanno rilevato densità di appena 6-7 esemplari ogni 100 km² nella regione del Pantanal, un numero ben inferiore rispetto ai 10-11 previsti dai metodi di identificazione tradizionali; ciò suggerisce che i metodi di campionamento più ampiamente utilizzati possono gonfiare il numero effettivo di individui in un'area di studio. I combattimenti tra maschi si verificano di rado e in natura si è osservato che i maschi cercano soprattutto di evitarsi a vicenda. In una popolazione che vive in una zona umida particolarmente degradata ai margini, dove la vicinanza sociale è maggiore, gli studiosi hanno visto che gli adulti dello stesso sesso sono più tolleranti tra loro e si impegnano in interazioni più amichevoli e cooperative.
Per comunicare a breve distanza il giaguaro ruggisce o grugnisce; in natura sono stati osservati intensi scambi di richiami tra due individui. Questo tipo di vocalizzazione viene descritta come «rauca» ed è costituita da cinque o sei note gutturali. Un suono simile a quello delle fusa viene prodotto quando due individui si salutano, durante il corteggiamento o dalle madri per confortare i piccoli. Tale suono viene descritto come una serie di sbuffi a bassa intensità, forse emessi per segnalare tranquillità e passività. I cuccioli sono stati visti emettere belati, gorgoglii e miagolii.

### Riproduzione e ciclo vitale

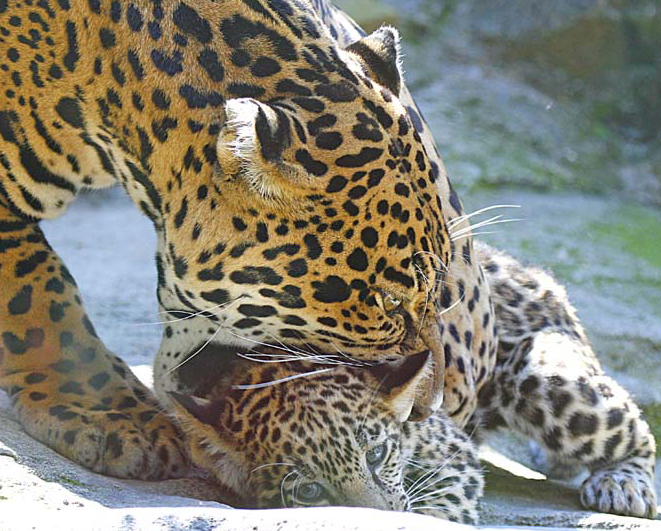
Femmina di giaguaro con il piccolo.

In cattività la femmina di giaguaro raggiunge la maturità sessuale intorno a due anni e mezzo di età. L'estro dura 7-15 giorni, con un ciclo che varia da 41,8 a 52,6 giorni. Durante l'estro, mostra una maggiore irrequietezza ed emette prolungate vocalizzazioni dalla tonalità oscillante. L'ovulazione, quasi sempre indotta dalla copula, può anche avvenire spontaneamente. La gestazione dura tra 91 e 111 giorni. Il maschio raggiunge la maturità sessuale all'età di tre o quattro anni. Il suo volume medio di eiaculato è di 8,6±1,3 ml. Ogni generazione di giaguaro ha una durata di 9,8 anni.
Nel Pantanal sono state osservate coppie riproduttive che rimanevano insieme fino a cinque giorni. Le femmine danno alla luce uno o due cuccioli. Gli occhi, che alla nascita sono chiusi, vengono aperti dopo due settimane. I cuccioli vengono svezzati all'età di tre mesi, ma restano nel riparo in cui sono nati per sei mesi prima di accompagnare la madre a caccia. I giaguari rimangono con la madre fino all'età di due anni. Sembra che solo raramente vivano più di 11 anni, ma in cattività possono raggiungere anche i 22 anni.
Nel 2001 un maschio di giaguaro uccise e divorò parzialmente due cuccioli nel parco nazionale delle Emas. Il test di paternità dei campioni di sangue rivelò che l'esemplare era il padre dei cuccioli. Altri due casi di infanticidio sono stati documentati nel Pantanal settentrionale nel 2013. Per impedire che i piccoli vengano aggrediti, le femmine possono nasconderli e distrarre i maschi simulando dei comportamenti di corteggiamento.

### Attacchi all'uomo
I conquistadores spagnoli temevano il giaguaro. Secondo quanto riporta Charles Darwin, gli indigeni del Sudamerica sostenevano che non c'era motivo di temere il giaguaro fintanto che vi fosse abbondanza di capibara. In Brasile, la prima registrazione ufficiale dell'uccisione di un essere umano da parte di un giaguaro risale al giugno 2008. Più di recente due bambini sono stati aggrediti in Guyana. Ciononostante, il giaguaro è il grande felide responsabile del minor numero di uccisioni ai danni dell'uomo, e la maggior parte degli attacchi ha luogo quando l'animale è stato messo alle strette o ferito.

## Minacce

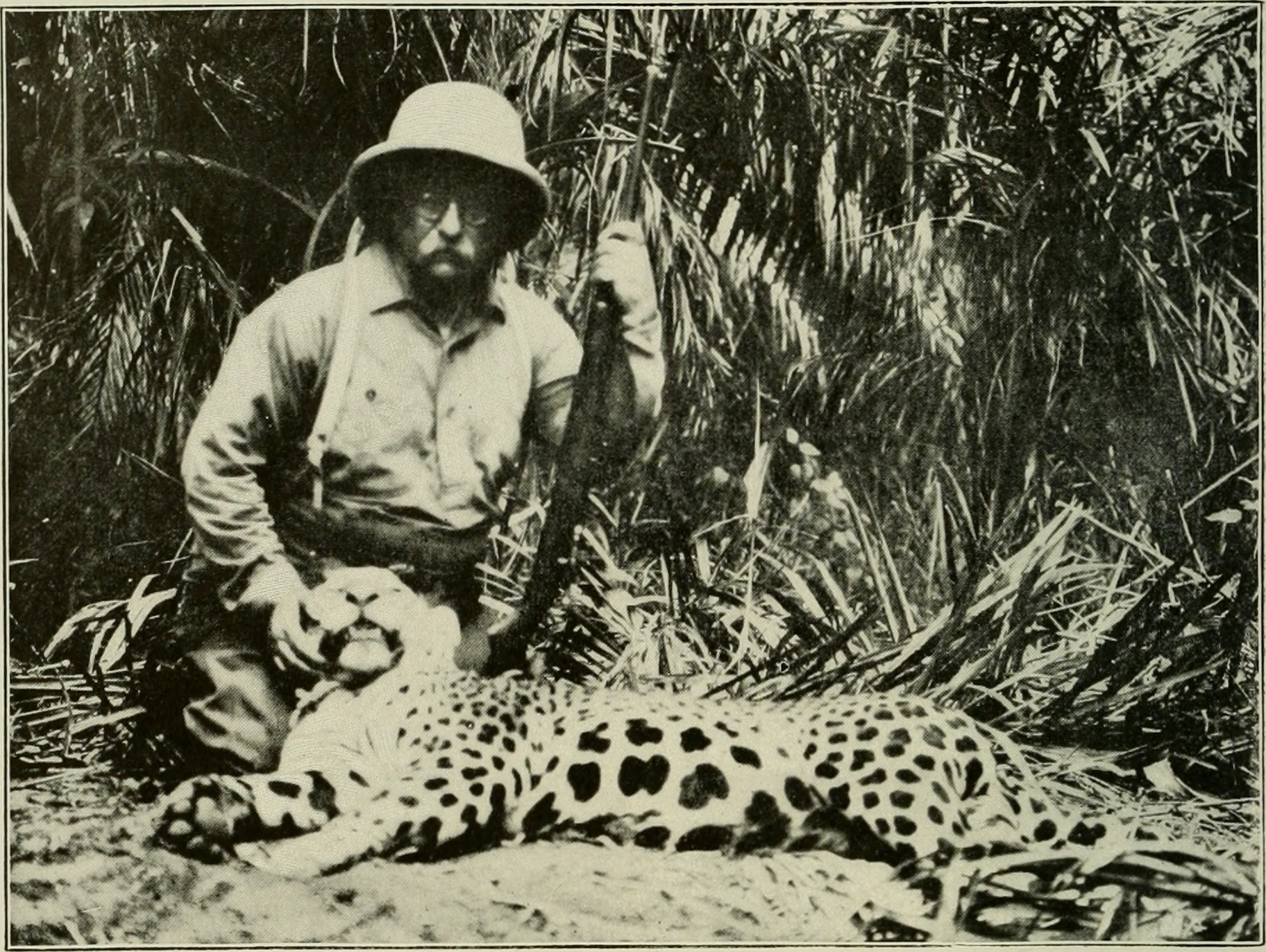
Theodore Roosevelt con un giaguaro sudamericano appena ucciso.

Il giaguaro è minacciato dalla perdita e dalla frammentazione dell'habitat e dalle uccisioni illegali, sia come rappresaglia per le aggressioni al bestiame che per il commercio illegale di parti del suo corpo. Figura come «specie prossima alla minaccia» (Near Threatened) sulla lista rossa della IUCN dal 2002, in quanto la sua popolazione è probabilmente diminuita del 20-25% dalla metà degli anni '90. La deforestazione costituisce una grave minaccia in tutto il suo areale. La perdita dell'habitat è stata più rapida nelle regioni più secche, come le pampas argentine e le praterie aride del Messico e degli Stati Uniti sud-occidentali.
Nel 2002 venne stimato che l'areale del giaguaro si era ridotto a circa il 46% di quello che era all'inizio del XX secolo. Nel 2018 è stato stimato che l'areale fosse diminuito del 55% nell'ultimo secolo. La sua ultima roccaforte è la foresta pluviale amazzonica, una regione che si sta rapidamente frammentando a causa della deforestazione. Tra il 2000 e il 2012 nell'areale del giaguaro sono andati distrutti 83759 km² di foresta, soprattutto nei corridoi tra le cosiddette Jaguar Conservation Units (JCU). Dal 2014 i collegamenti diretti tra due JCU in Bolivia sono andati perduti e due JCU nel nord dell'Argentina sono rimaste completamente isolate a causa della deforestazione.
In Messico il giaguaro è minacciato soprattutto dal bracconaggio. I cambiamenti nell'utilizzo del terreno e la costruzione di strade e infrastrutture turistiche hanno inoltre portato alla frammentazione dell'habitat nel Messico settentrionale, lungo il golfo del Messico e nella penisola dello Yucatán. A Panama, tra il 1998 e il 2014, 220 giaguari su 230 sono stati uccisi come rappresaglia per gli attacchi al bestiame. Nel Venezuela il giaguaro è scomparso da circa il 26% del suo areale originario dal 1940, principalmente nelle savane aride e nelle boscaglie improduttive della regione nord-orientale di Anzoátegui. In Ecuador il giaguaro è minacciato dalla ridotta disponibilità di prede nelle aree in cui l'espansione della rete stradale ha reso più facile ai cacciatori accedere alle foreste. Tra il 1995 e il 2008, nelle foreste atlantiche dell'Alto Paraná del parco nazionale dell'Iguaçu e dell'adiacente provincia di Misiones sono stati uccisi almeno 117 giaguari. Alcuni afro-colombiani del dipartimento colombiano di Chocó cacciano il giaguaro per consumarne e venderne la carne. Tra il 2008 e il 2012, almeno 15 esemplari sono stati uccisi dagli allevatori nel Belize centrale.
Il commercio internazionale delle pelli di giaguaro esplose tra la fine della seconda guerra mondiale e i primi anni '70. Il numero di uccisioni raggiunse il culmine negli anni '60, quando anche più di 15000 giaguari venivano uccisi ogni anno, per le loro pelli, nella sola Amazzonia brasiliana; il commercio delle pelli diminuì a partire dal 1973, quando venne istituita la Convenzione sul commercio internazionale delle specie minacciate di estinzione. Un'intervista effettuata a 533 abitanti dell'Amazzonia boliviana nord-occidentale ha rivelato che i locali uccidono i giaguari per paura, come rappresaglia e per venderne le pelli. Tra l'agosto 2016 e l'agosto 2019, pelli e parti del corpo di giaguari sono state viste in vendita nei mercatini per turisti delle città peruviane di Lima, Iquitos e Pucallpa. Il conflitto tra uomo e fauna selvatica e la caccia opportunistica e per il commercio sul mercato interno sono all'origine delle uccisioni dei giaguari in Belize e Guatemala. I dati ricavati dai sequestri indicano che almeno 857 esemplari sono stati coinvolti nel commercio illegale tra il 2012 e il 2018, di cui 482 nella sola Bolivia; i resti di 31 giaguari sono stati sequestrati in Cina. Tra il 2014 e l'inizio del 2019 sono state sequestrate 760 zanne di giaguaro provenienti dalla Bolivia e destinate alla Cina. Indagini sotto copertura hanno rivelato che il contrabbando di parti del corpo del giaguaro è gestito da cinesi residenti in Bolivia.

## Conservazione
Il giaguaro figura nell'appendice I della CITES, pertanto è proibito qualsiasi tipo di commercio internazionale di esso o delle sue parti del corpo. La caccia al giaguaro è proibita in Stati Uniti, Honduras, Nicaragua, Panama, Colombia, Venezuela, Guyana francese, Suriname, Brasile, Paraguay e Argentina, mentre è regolamentata in Guatemala e Perù. Anche in Ecuador, dove la specie è considerata in pericolo di estinzione, la caccia è proibita. In Guyana gode di protezione in quanto specie in pericolo di estinzione e la caccia è considerata illegale.

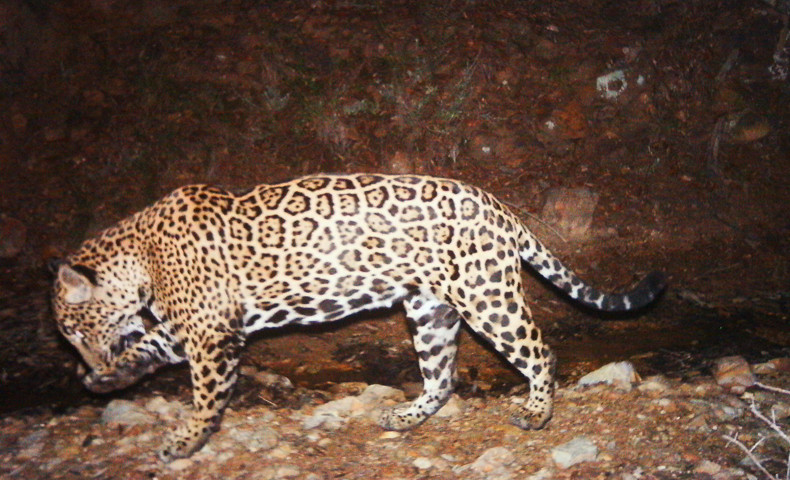
El Jefe, uno dei giaguari dell'Arizona.

Nel 1986, in Belize, venne istituito il santuario faunistico del bacino di Cockscomb, la prima area protetta al mondo appositamente destinata alla conservazione del giaguaro.

### Le Jaguar Conservation Units
Nel 1999, ricercatori sul campo provenienti da 18 paesi dell'areale del giaguaro individuarono le aree più importanti per la conservazione a lungo termine della specie in base allo stato delle popolazioni, alla disponibilità delle prede-base e alla qualità dell'habitat. Queste aree, chiamate Jaguar Conservation Units (JCU, «unità per la conservazione del giaguaro»), sono grandi abbastanza da ospitare almeno 50 individui riproduttori e hanno dimensioni comprese tra 566 e 67598 km²; in tutto sono state designate 51 JCU in 36 regioni geografiche diverse, tra cui:
- la Sierra Madre Occidentale e la Sierra de Tamaulipas in Messico;
- le foreste tropicali della Selva Maya, che si estende attraverso Messico, Belize e Guatemala;
- le foreste pluviali del Chocó-Darién, estese da Panama alla Colombia;
- i llanos venezuelani;
- il Cerrado settentrionale e il bacino dell'Amazzonia in Brasile;
- le Ande tropicali in Bolivia e Perù;
- la provincia di Misiones in Argentina.

Nel 2010 sono stati identificati i corridoi lungo i quali le varie popolazioni di giaguaro si spostano da una JCU all'altra. Questi corrispondono ai percorsi più brevi tra le popolazioni riproduttrici, richiedono il minore dispendio energetico da parte degli individui in dispersione e presentano un rischio di mortalità più basso. Coprono un'area complessiva di 2600000 km² e hanno una lunghezza compresa tra 3 e 1102 km in Messico e in America centrale e tra 489,14 e 1607 km in America meridionale. La collaborazione con i proprietari terrieri locali e gli enti municipali, statali o federali è essenziale per impedire la frammentazione ambientale sia nelle JCU che nei corridoi, in modo da mantenere collegate le varie popolazioni. Sette dei 13 corridoi presenti in Messico funzionano ottimamente con una larghezza di almeno 14,25 km e una lunghezza non superiore ai 320 km. Gli altri, invece, sono più difficili da percorrere per questi felidi, essendo troppo stretti o troppo lunghi.
Nell'agosto 2012, lo United States Fish and Wildlife Service ha destinato 3392,20 km² di superficie in Arizona e Nuovo Messico alla protezione del giaguaro. Nell'aprile 2019 è stato istituito il Jaguar Recovery Plan, che stabilisce l'Interstate 10 come confine settentrionale della Jaguar Recovery Unit in Arizona e Nuovo Messico.
In Messico, una strategia di conservazione nazionale venne sviluppata già nel 2005, ma è stata pubblicata solamente nel 2016. La popolazione di giaguari messicani è aumentata dai 4000 esemplari stimati nel 2010 ai circa 4800 del 2018. Tale incremento è considerato un effetto positivo delle misure di conservazione attuate con la collaborazione di istituzioni governative e non governative e proprietari terrieri.
Un esame delle JCU, dal Messico all'Argentina, ha rivelato che corrispondono più o meno ad habitat incontaminati in cui vivono circa 1500 specie di mammiferi. Dal momento che i mammiferi simpatrici traggono beneficio dalla protezione offerta dalle JCU, il giaguaro viene considerato una specie ombrello. Le JCU
dell'America centrale si sovrappongono all'areale di 187 delle 304 specie endemiche di anfibi e rettili della regione; di queste, 19 specie di anfibi si incontrano solamente all'interno dell'areale del giaguaro.

### Approcci

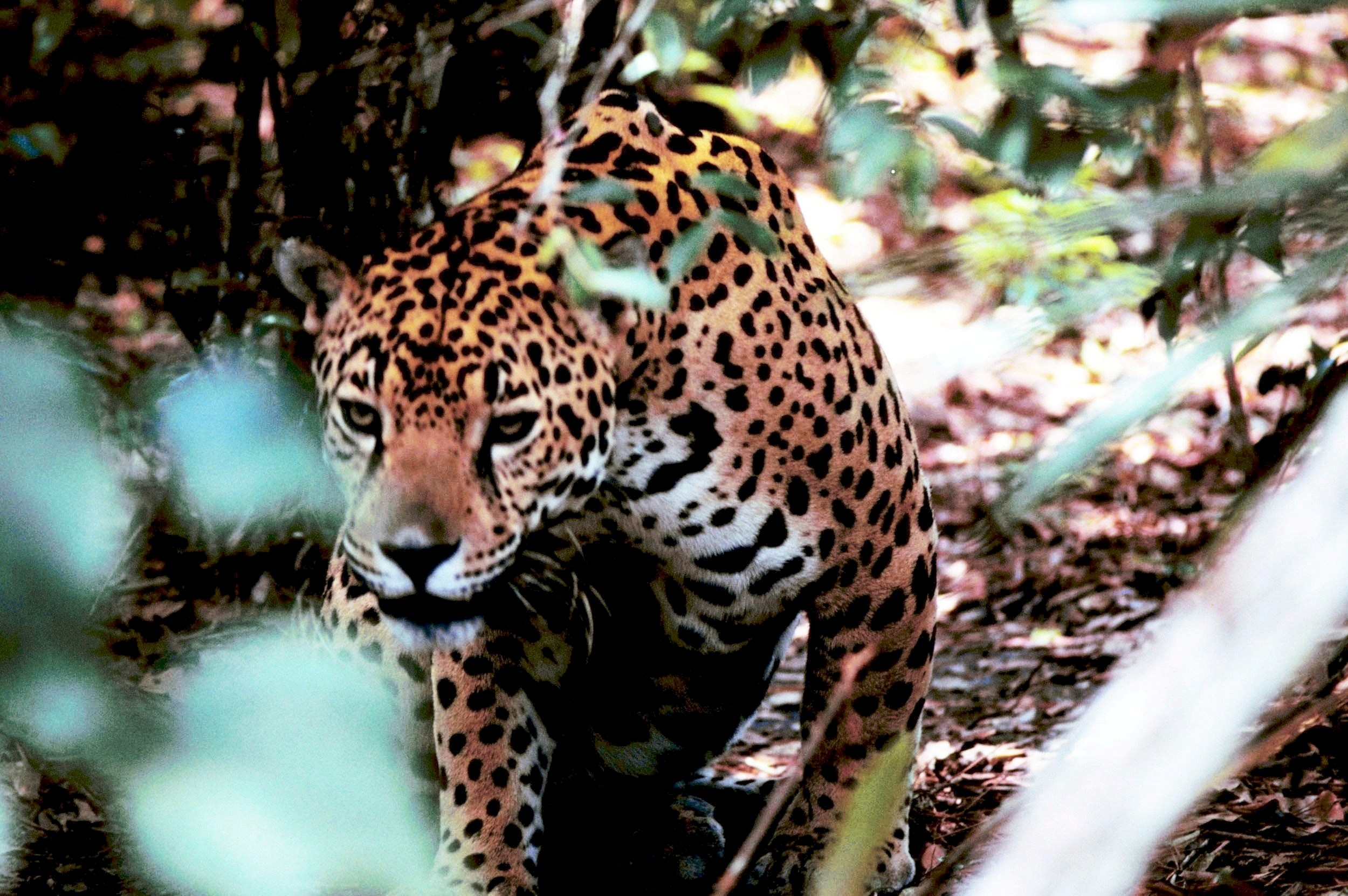
Un giaguaro nel Belize.

Nell'ambito della creazione di riserve protette, è necessario concentrare l'attenzione anche sulle aree circostanti, in quanto è improbabile che i giaguari rimangano limitati entro i confini di una riserva, soprattutto se la popolazione è in aumento. L'atteggiamento degli abitanti nelle aree intorno alle riserve e le leggi e i regolamenti per prevenire il bracconaggio sono essenziali per rendere efficaci le aree di conservazione.
Per stimare l'entità delle popolazioni all'interno di aree specifiche e per monitorare singoli esemplari sono ampiamente utilizzate le fototrappole e la telemetria; in certi casi vengono impiegati anche cani appositamente addestrati a localizzare le feci di giaguaro, utili per ricavare informazioni sulla dieta e la salute.
Gli attuali sforzi dei conservazionisti spesso si concentrano sull'educazione dei proprietari di ranch e sulla promozione dell'ecoturismo. Le attività ecoturistiche vengono sfruttate per generare interesse pubblico nei confronti di animali carismatici come il giaguaro, generando allo stesso tempo entrate che possono essere utilizzate nei progetti di conservazione. Un problema cui i promotori dell'ecoturismo riguardante il giaguaro devono tener di conto è la considerevole estensione di territorio richiesto da questa specie. Se la pratica dell'ecoturismo venisse impiegata per promuovere la conservazione del giaguaro, è necessario considerare in primo luogo come mantenere intatti gli ecosistemi esistenti o come creare nuovi ecosistemi sufficientemente estesi da sostentare una popolazione di giaguari in crescita.

## Cultura e mitologia
Nell'America precolombiana il giaguaro era un simbolo di potere e forza. Sulle Ande, il culto del giaguaro diffuso dall'antica cultura Chavín si estese a gran parte dell'odierno Perù a partire dal 900 a.C. I Moche del Perù settentrionale raffigurarono il giaguaro come simbolo di potere su molte delle loro ceramiche. Nella religione dei Muisca dell'Altiplano Cundiboyacense il giaguaro era considerato un animale sacro e durante i rituali religiosi ne venivano indossate le pelli, che venivano scambiate con i popoli del limitrofo bacino dell'Orinoco. Il nome del sovrano muisca Nemequene deriva dalle parole chibcha nymy e quyne, che significano «forza del giaguaro».
Sculture olmeche con motivi raffiguranti «uomini-giaguaro» sono state trovate nella penisola dello Yucatán negli stati di Veracruz e Tabasco: mostrano giaguari stilizzati con volti per metà umani. I Maya credevano che il giaguaro facilitasse la comunicazione tra i vivi e i morti e proteggesse la famiglia reale. Consideravano questi potenti felini come loro compagni nel mondo spirituale e non erano pochi i sovrani che portavano nomi che incorporavano la parola b'alam – «giaguaro» in molte lingua maya. Balam rimane tuttora un cognome maya comune; in passato, si chiamò così Chilam Balam, un autore leggendario a cui sono state attribuite una serie di miscellanee del XVII e XVIII secolo che conservano conoscenze molto importanti. I resti di ossa di giaguaro scoperti in un sito di sepoltura in Guatemala potrebbero indicare che forse i Maya tenessero i giaguari come animali da compagnia.
La civiltà azteca condivideva questa immagine del giaguaro come rappresentante del sovrano e come guerriero. Gli Aztechi crearono addirittura una classe di guerrieri d'élite conosciuta come «guerrieri giaguaro». Nella mitologia azteca il giaguaro era considerato l'animale totem della potente divinità Tezcatlipoca.
Una gorgiera in conchiglia raffigurante un giaguaro è stata rinvenuta in un tumulo funerario nella Contea di Benton (Missouri). Essa mostra linee incise uniformemente e misura 104 mm × 98. Le pitture rupestri realizzate dagli Hopi, dagli Anasazi e dai Pueblo nelle regioni desertiche e nei chaparral del Sud-ovest americano mostrano dei felini chiaramente maculati che sono presumibilmente dei giaguari, in quanto sono stati disegnati molto più grandi di un ocelot.
Il giaguaro viene usato come simbolo anche nella cultura contemporanea. È l'animale nazionale della Guyana ed è raffigurato nel suo stemma. La bandiera del dipartimento di Amazonas presenta la sagoma nera di un giaguaro che salta verso un cacciatore. Anche lo stemma della Federazione argentina di rugby raffigura un giaguaro.